# 八连城遗址
八连城遗址又名渤海国城址，是唐代渤海国东京龙原府遗址，始建于785年左右，废弃年代约在公元928年。遗址位于中国吉林省延边朝鲜族自治州珲春市三家子满族乡八连城村东北方向，距珲春市六公里。2000年被中国国务院列为全国重点文物保护单位。

## 历史

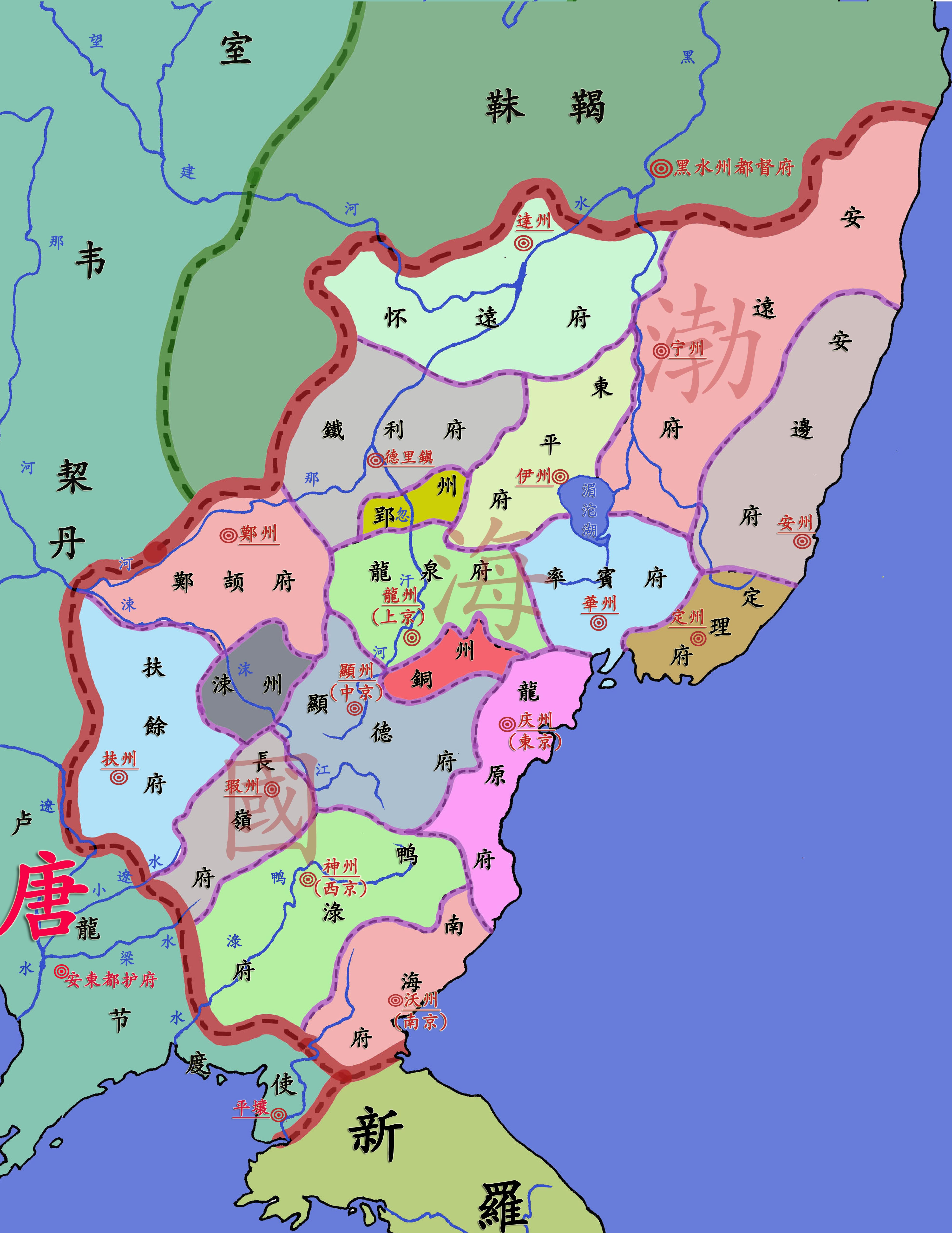
渤海国行政区划图

### 历史背景
八连城始建于唐德宗贞元元年（公元785年）。唐贞元年间，渤海国的第三代君主大钦茂将国都从上京龙泉府迁至八连城，唐贞元10年(794年)，渤海国第五代君主大華璵复迁上京，将八连城改为渤海国东京。公元926年，辽朝第一代皇帝耶律阿保机兴兵覆灭渤海国，原渤海国遗民被新建立的东丹国统治。渤海国灭亡后，东丹国曾对八连城宫殿建筑进行过修葺，辽天显三年（东丹甘露三年，即公元928年），辽太宗升东丹的东平郡为契丹国南京（今辽宁辽阳北），强行自天福城（上京龙泉府）、东京龙原府等地的渤海国旧民、当时的东丹国国民充实东平郡，上京城连同渤海诸城遂成废墟。

### 考古史

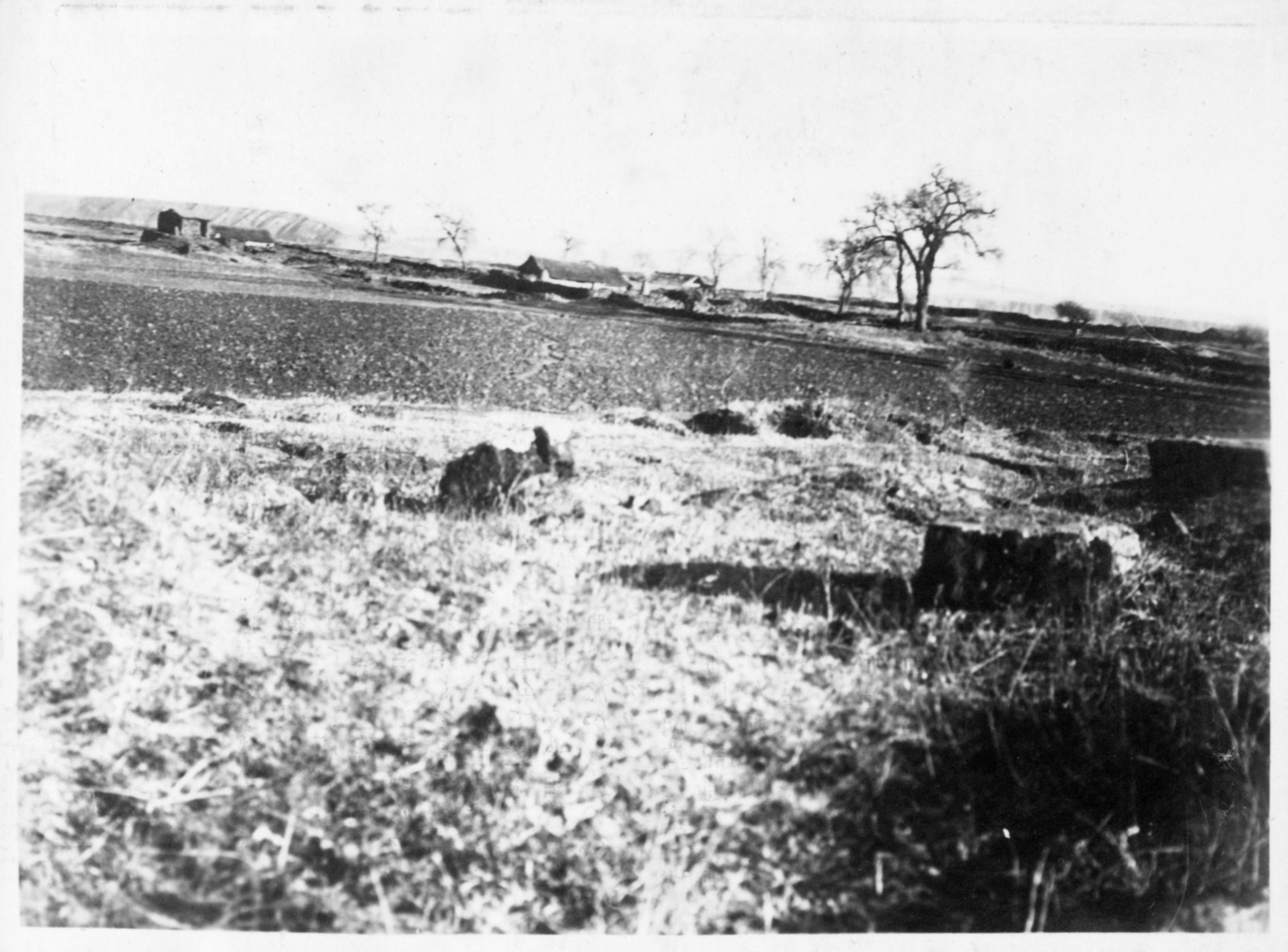
1930年代日本人拍攝渤海國東京城宮殿遺跡

20世纪前半期，受大日本帝国提倡的满鲜史影响，八连城遗址的考古工作首先由日本学者展开，1924年鳥山喜一首先调查珲春八连城，并认为此处属渤海国遗迹。1931年九一八事變后，中国东北被日本占领，鳥山喜一、斋藤优（斎藤甚兵衛）、駒井和愛等日本考古学者就八连城遗址进行了多次调查与发掘。1936年，鸟山喜一对八连城遗址展开全面调查，并于次年进行了小规模考古发掘。1938年，鸟山喜一在《渤海东京考》一文中，提出了八连城为渤海国东京龙原府故址的学术观点。1941年，斋藤优在侵华日军协力下，开始调查八连城遗址并于次年展开发掘工作，发现八连城内城北部的多座建筑址和内城南门，并提出八连城现存外城的外围存在边长约3000米的郭城的学术观点。1942年，駒井和愛再次对八连城进行考古发掘后认为，八连城并无斋藤优推测的外郭城遗迹，但同样认为八连城现存内城相当于宫城、现存外城为内城的观点。
20世纪后半期，八连城的考古工作以城址保护工作进行，1958年珲春县文教科对八连城展开了遗址保护工作。1961年，吉林省人民委员会公布八连城遗址为吉林省重点文物保护单位。1983年，吉林省开展第二次全国文物普查工作。期间，珲春县对八连城遗址展开考古工作并测绘了城址平面图，该考古成果刊载于1984年出版的《珲春县文物志》。1990年以来，吉林省文物考古研究所、延边朝鲜族自治州文管会、珲春县文管所等单位，对八连城遗址进行了多次考古调查。
2000年，中华人民共和国国务院将八连城遗址列入全国重点文物保护单位，并于次年公布八连城遗址为第五批全国重点文物保护单位。2004至2009年间，吉林省文物考古研究所与吉林大学边疆考古研究中心对八连城遗址位于内城北部全城中轴线上的两座大型建筑址及内、外城南门址进行了考古发掘，以测绘城址地形图。期间还发现有砖瓦等陶质建筑材料，为八连城的断代推断工作做出贡献。
现今，因20世纪50年代以来，受当地的农业与水利建设等影响，导致以往调查发掘所认定的建筑遗迹，除位于内城北部中央的两座建筑址和内、外城南门址以外已无迹可寻。

## 遗址结构
八连城遗址中的宫殿建筑采取中轴对称，全址由内城、外城两大部分构成，为内外二重城形制。八连城内城呈长方形，周长约1千米，占地约6.8万平方米。外城墙略呈正方形，周长约2.89千米，占地约53万平方米，外有护城河。其形制和规模与西古城相当。